# Чёрный слизень
Чёрный слизень, или чёрно-синий слизень, или сине-чёрный слизень, или слизень большой черный (лат. Limax cinereoniger) — вид наземных стебельчатоглазых брюхоногих моллюсков рода лимаксы (Limax) семейства лимацид (Limacidae). Крупный слизень длиной до 200 мм. Окраска чёрная, тёмно-серая, кремовая, белая, реже жёлтая или красноватая. Слизни могут быть одноцветными, либо же их бока более светлые или на спине есть светлые пятна. Если окраска светлая то часто на боках имеется 1—3 пары тёмных продольных полос, которые могут быть разбиты на ряды чёрных пятен. Вид распространён почти по всей Европе, кроме самых южных и северных регионов. Обитает в лиственных, смешанных и хвойных лесах с запасом мёртвой древесины. Активен во влажную погоду, ночью или в сумерки. Днём в сухую погоду прячется под валежинами, в подстилке, под корой, в дуплах и под камнями. Питается грибами, лишайниками, гниющей древесиной, опавшими листьями, травой, водорослями и падалью. Культурным растениям вреда не наносит.

## Описание
Крупный слизень: длина ползущей особи до 200 мм, сократившейся — до 100 мм и больше. Тело стройное, сзади заострённое. Киль крупный, занимает около половины спины. Мантия занимает около 1/4 тела, её передняя часть закруглённая, а задняя угловатая. Между мантийной щелью и серединой спины размещается 21—27 рядов морщин. Окраска чёрная, тёмно-серая, кремовая, белая, реже жёлтая или красноватая. Слизни могут быть одноцветными, либо же их бока более светлые или на спине есть светлые пятна. У более тёмных особей по середине спины вдоль киля может проходить светлая полоса. Если окраска светлая то часто на боках имеется 1—3 пары тёмных продольных полос, которые могут быть разбиты на ряды чёрных пятен. Молодые слизни имеют кремовую или коричневую окраску, иногда с сероватым оттенком и часто с неясным рисунком. Мантия одноцветная, изредка с маленькими светлыми пятнами или штрихами. Киль обычно беловатый (реже черноватый, ещё реже — красноватый). Подошва разделена на три части двумя продольными бороздками. У взрослых слизней боковые доли подошвы тёмно-серые или чёрные, а срединная — кремовая или беловатая. У молодых особей подошва одноцветно беловатая. Щупальца покрыты чёрными или бурыми точками. Глазные щупальца сероватые, губные щупальца более бледные. Слизь бесцветная.
Внутренняя раковина ногтевидная, с утолщённой известковой серединой и тонкими роговыми краями. Нуклеус размещён возле заднего левого края.
Радула с более 100 рядами зубов, каждый из которых состоит из около 140—170 зубов и имеет один срединный зуб и множество боковых и краевых зубов. Срединный зуб трёхзубцовый, несколько меньше боковых зубов, с длинной базальной пластинкой, большим и длинным мезоконом, за которым с каждой стороны следуют два очень маленьких эктокона. Боковые зубы трёхзубцовые, с крупной базальной пластинкой, сильным мезоконом и очень маленькими эндоконом и эктоконом. Краевые зубы с редуцированной базальной пластинкой и очень длинным зубцом, длинным и заострённым на вершине мезоконом, небольшим эндоконом и одним (иногда с двумя) очень мелкими эктоконами. Переход от боковых зубов к краевым постепенный, эндокон исчезает примерно на 30-м боковом зубе. Форма и размеры зубов весьма изменчивы в различных частях радулы и у разных особей.
Кишечник образует 5 петель. Последняя петля без слепой кишки.

Внешний вид чёрного слизня
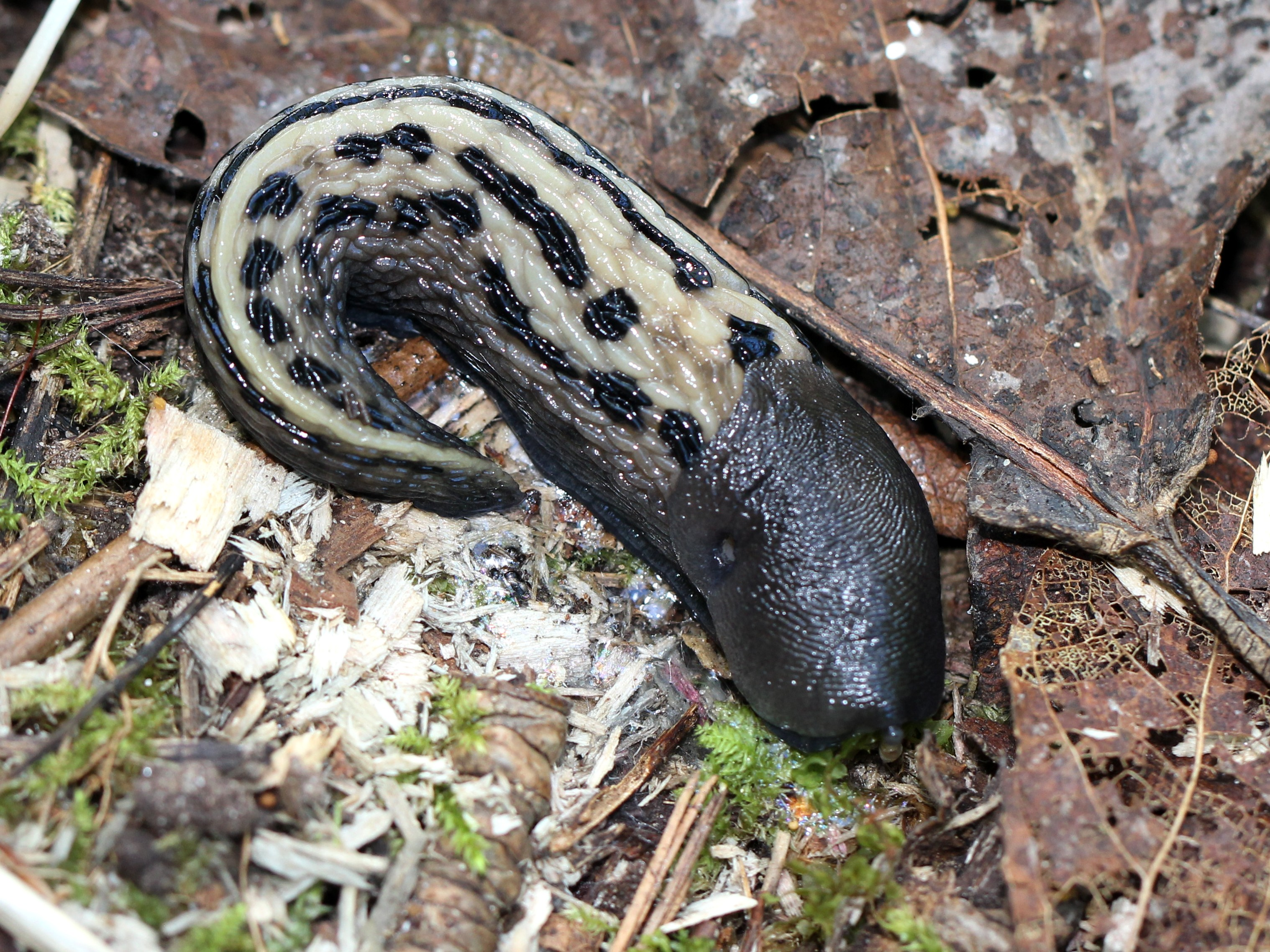
Cлизень со светлой спиной и чёрными пятнами
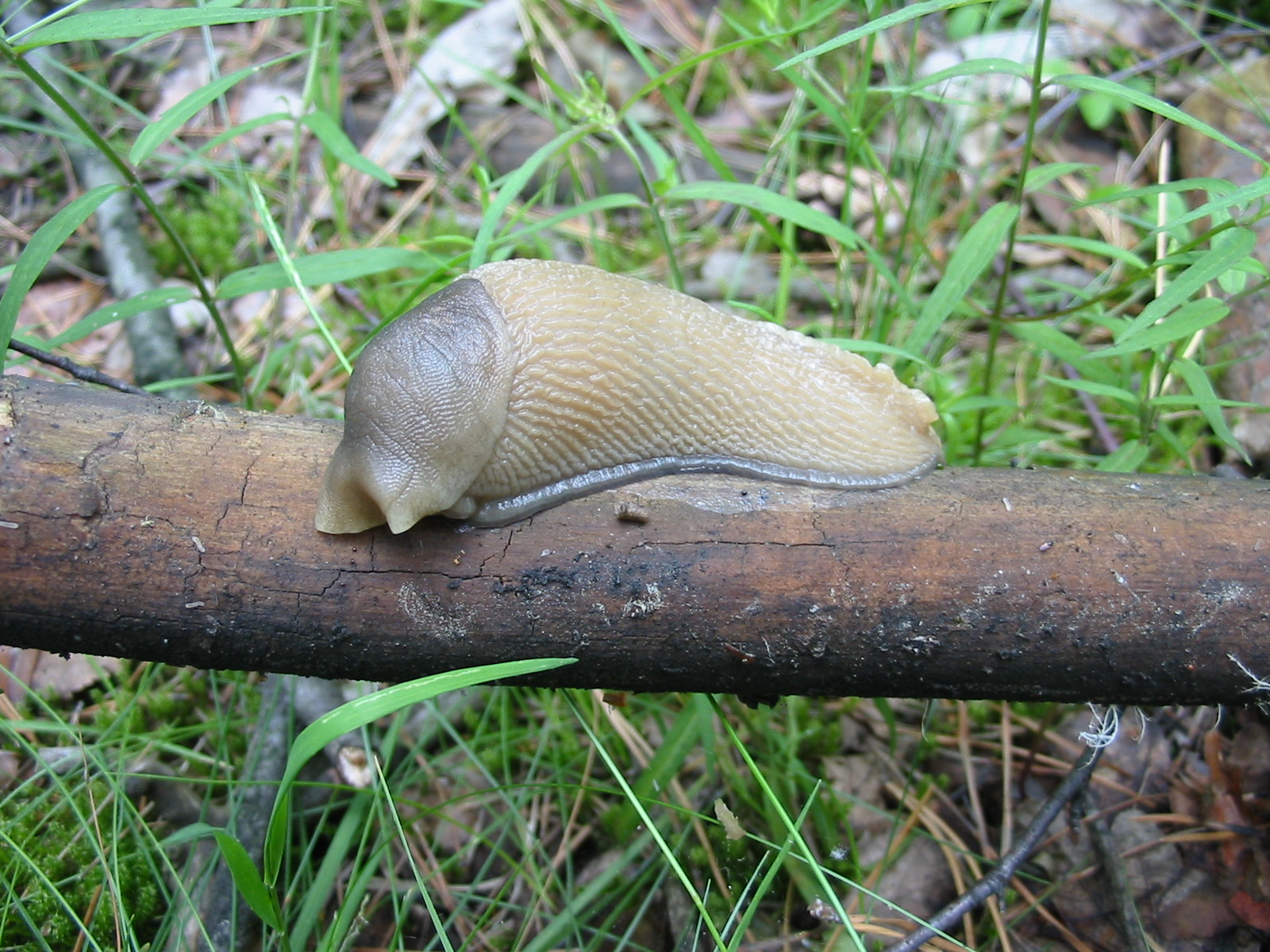
Светлая окраска
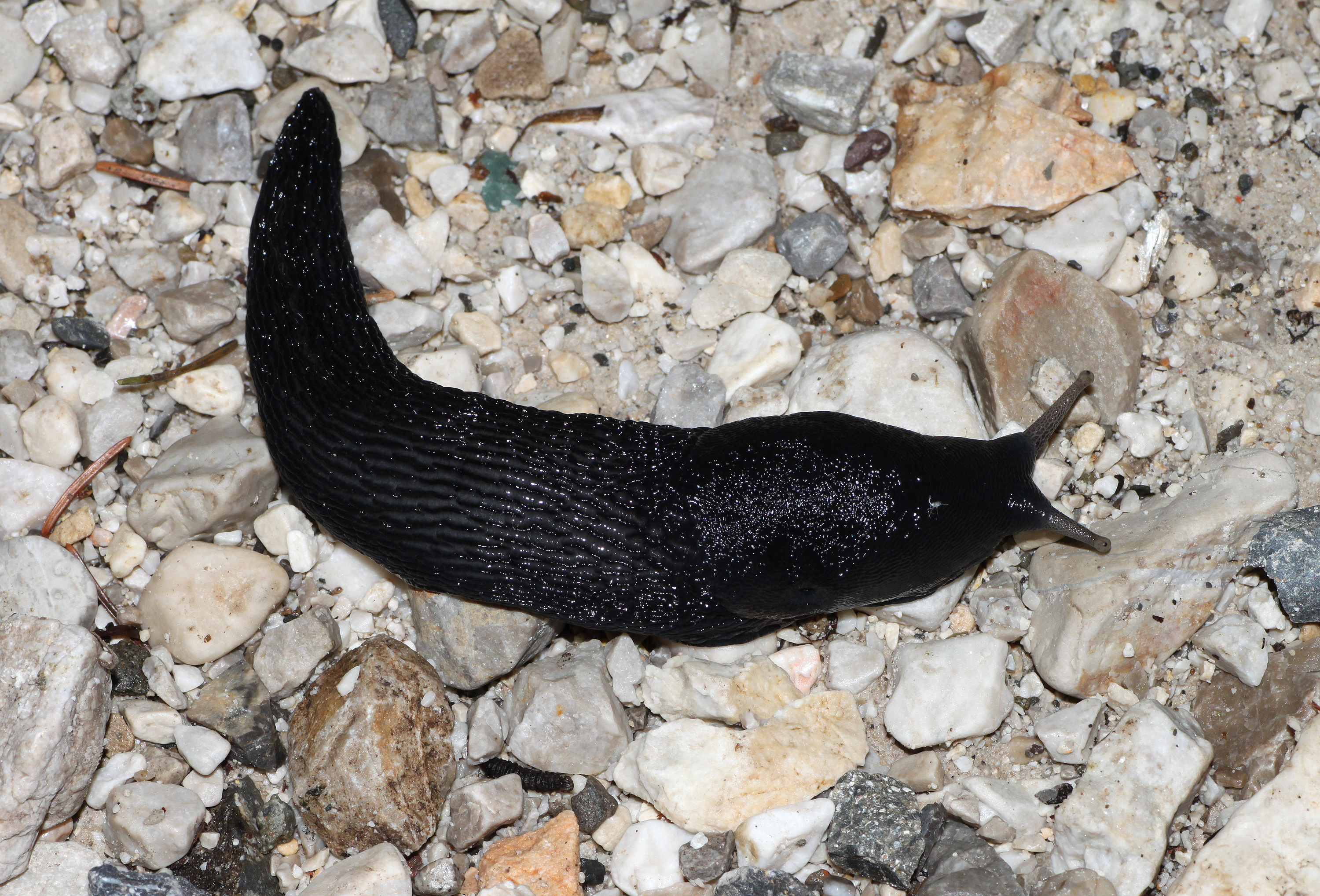
Полностью чёрная особь
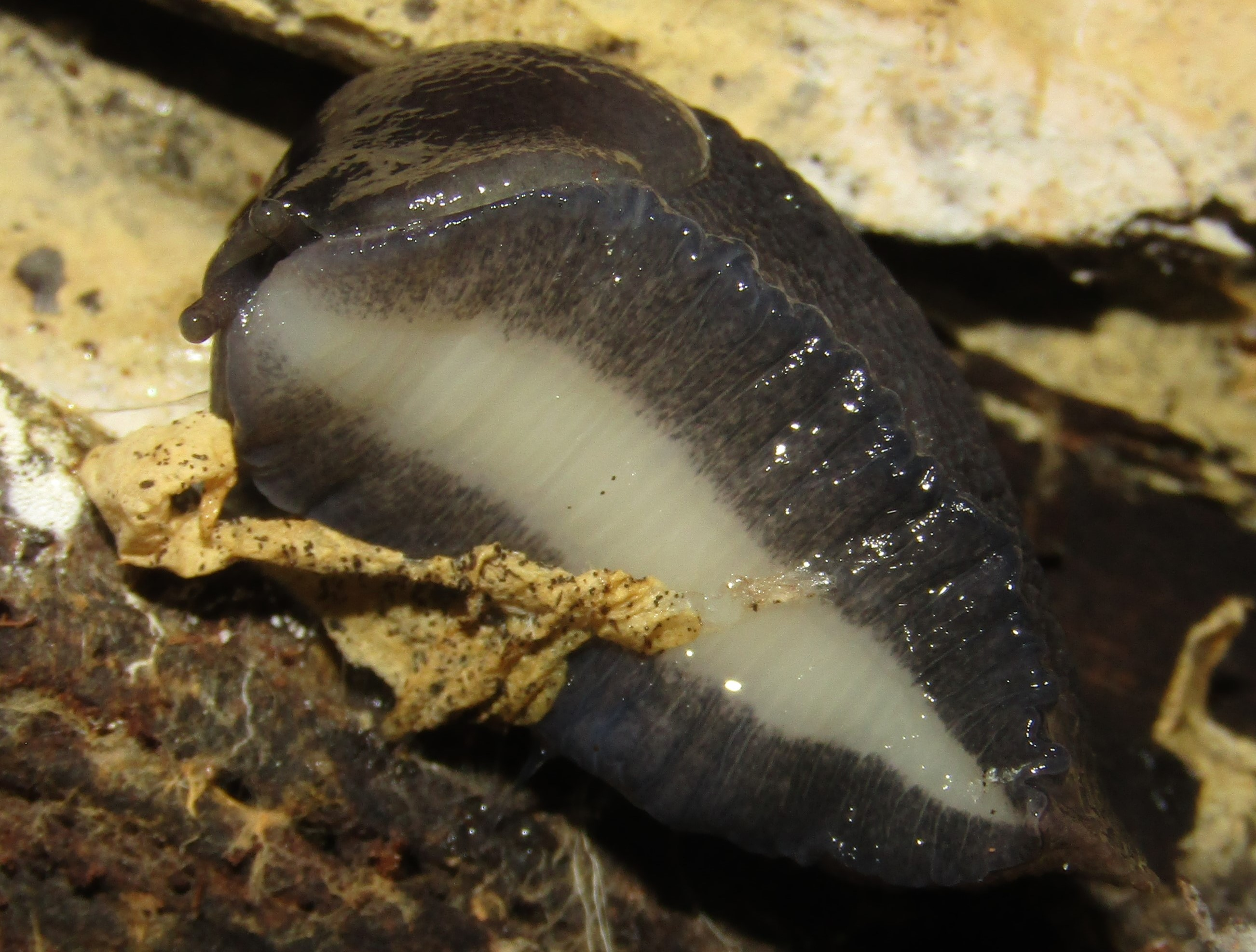
Подошва с тёмными боковыми долями
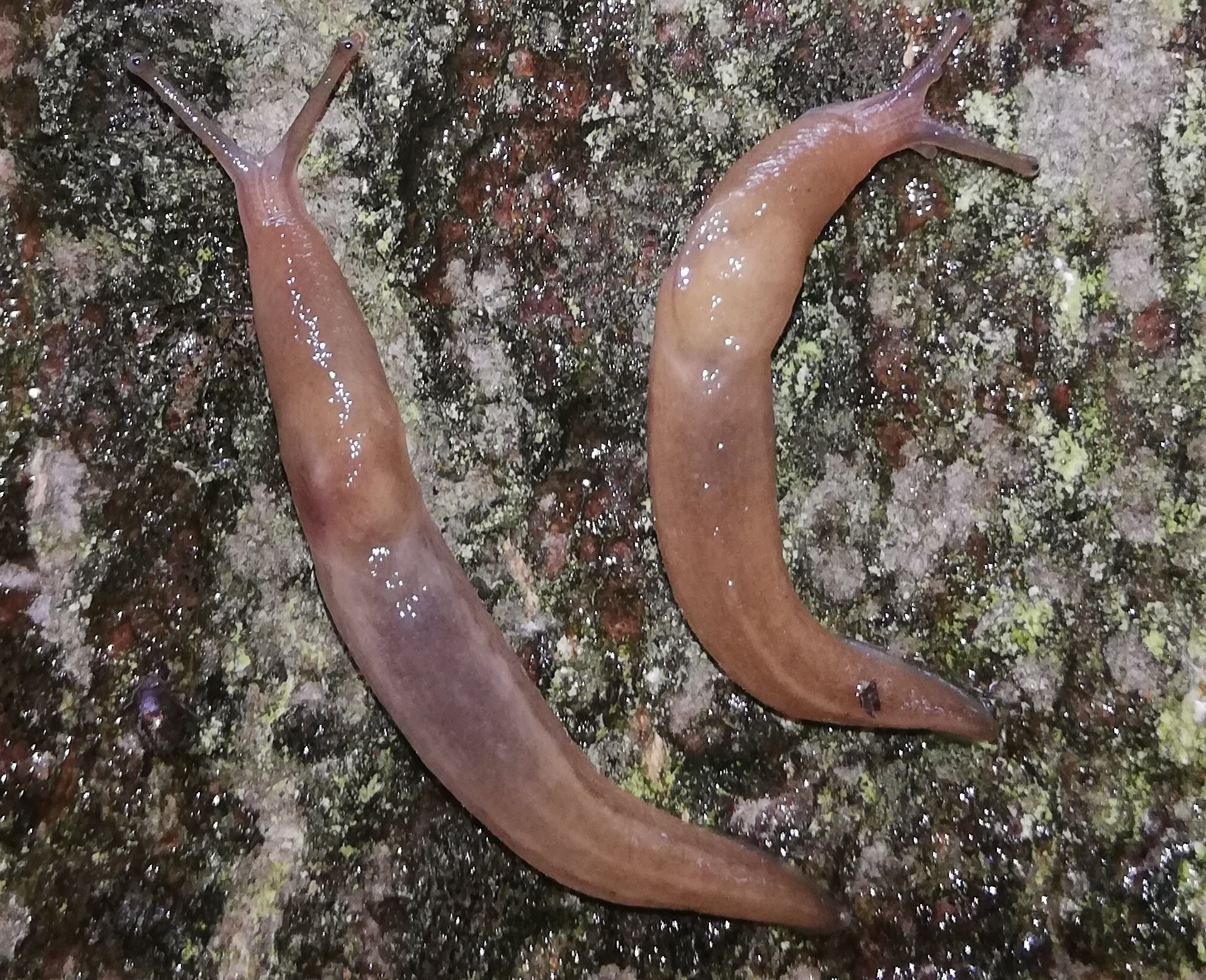
Молодые особи

### Половая система

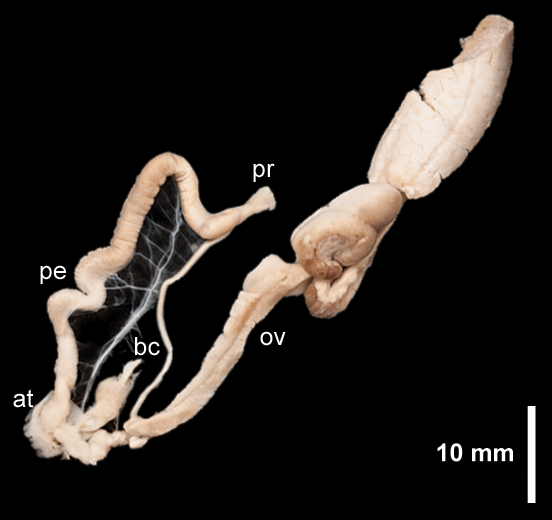
Половая система Limax cinereoniger: pr — пениальный ретрактор; pe — пенис; at — атриум; bc — семяприёмник; ov — яйцевод

Гермафродитная железа находится на вершине внутренностного мешка или вблизи неё. Гермафродитный проток тонкий и извитый. Белковая железа крупная. Спермовидукт длинный, состоит из матки и простаты, переходит в короткий яйцевод, который впадает в атриум рядом с протоком семяприёмника и пенисом. Резервуар семяприёмника крупный, мешковидный, с довольно коротким протоком. Семяпровод короче пениса, крепится ассиметрично к его проксимальному концу. Пениальный ретрактор крупный, заканчивается на проксимальном конце пениса вблизи семяпровода. Пенис длинный (49—159 мм у фиксированных экземпляров), цилиндрический, извитый, его длина приблизительно равна длине тела. Внутри проксимальной части пениса имеется внутренний пениальный язычок и высокий длинный внутренний продольный пениальный гребень (эти части пениса иногда называются первым гребнем), который в последнем дистальном отделе пениса становится низким (эта часть иногда называется вторым гребнем, который у этого вида короткий; соотношение длины первого и второго гребня: от 5,3 до 24,7). Внутренний продольный пениальный шнур плохо выраженный, низкий (иногда отсутствует), расположен в последнем очень коротком дистальном отделе пениса вблизи атриума (параллельно второму гребню). Очень маленькие папиллы, более заметные в проксимальной части, покрывают внутреннюю поверхность пениса, в то время как выступающие поперечные бороздки прерывают её.

### Отличия от других видов
В Черногории и Болгарии распространён вид Limax pseudocinereoniger, внешне очень схожий с L. cinereoniger, с которым он, по всей видимости, может обитать совместно. У L. pseudocinereoniger спина чаще имеет коричневатую окраску, чем у L. cinereoniger, но в остальном других внешних отличительных признаков найдено не было. Половая система L. pseudocinereoniger отличается наличием односторонней выпуклости утолщённой стенки пениса. Также было отмечено, что у L. pseudocinereoniger пениальный шнур хорошо выражен, а пениальный гребень наиболее высок в его проксимальной части, в то время как у симпатрических черногорских L. cinereoniger пениальный шнур выражен плохо или отсутствует, а пениальный гребень наиболее высок в его дистальной части. Однако, у экземпляров L. cinereoniger из других регионов вышеупомянутый признак пениального гребня не был обнаружен, а пениальный шнур может быть выражен также хорошо, как и у L. pseudocinereoniger.
У Limax dacampi, распространённого в Хорватии, Италии и Швейцарии, пенис той же длины, что и у L. cinereoniger (42—158 мм), но второй гребень длиннее первого (L. dacampi dacampi, соотношение длины гребней: от 0,23 до 0,9) или же их длины одинаковы (L. dacampi cruentus, соотношение длины гребней: от 0,8 до 2,8). В месте контакта гребней конец первого гребня на коротком участке проходит параллельно началу второго гребня (слева от него). Второй гребень достигает атриума и перед своим концом всё ещё довольно высок.
Limax subalpinus, распространённый в западных Альпах в Италии, в отличие от L. cinereoniger обычно имеет более короткий пенис (24—72 мм). Первый гребень значительно короче второго (соотношение длины гребней: от 0,14 до 0,50). Гребни обычно разделены друг от друга. Напротив места разделения на внутренней стенке пениса лежит большая мозоль. Второй гребень сначала обычно высокий, а затем в дистальной части пениса становится низким.
Кроме вышеописанных видов, подошву с черноватыми боковыми долями также имеет Limax bielzi, описанный из Карпат, и Limax wohlberedti, описанный из Балканского полуострова. У L. wohlberedti пенис короткий, его длина равна длине семяпровода. У L. bielzi пенис очень схож с таковым у L. cinereoniger (по некоторым данным у L. bielzi он немного короче и тоньше). Однако, современных исследований, подтверждающих таксономический статус этих двух видов, не проводилось.
У слизня Limax sarnensis, обитающего в горных и субальпийских местообитаниях в Швейцарии и Италии, окраска боковых долей подошвы в отличие от L. cinereoniger становится менее интенсивной вблизи срединной доли. Также L. sarnensis имеет более короткий пенис (30—67 мм).
Большой слизень (Limax maximus), исходно распространённый в Западной Европе и впоследствии завезённый человеком во многие другие её регионы и за её пределы, отличается от L. cinereoniger наличием чёрных пятен на мантии, одноцветно светлой подошвой, отсутствием пятнышек на щупальцах, более коротким килем (занимает 1/3 спины) и более коротким пенисом (длина пениса около половины тела).
Молодые особи L. cinereoniger с одноцветной подошвой отличаются от молодых L. maximus и взрослых слизней рода Lehmannia одноцветной мантией, на которой нет тёмных пятен или полос (но на которой могут быть маленькие светлые пятна или штрихи).

## Распространение
Вид распространён почти по всей Европе, кроме самых южных и северных регионов. Наиболее достоверные находки Limax cinereoniger, подтверждённые генетическими и анатомическими исследованиями, известны из Великобритании, Ирландии, Испании (обитает только в малонарушенных лесах центральных Пиренеев) Франции, Нидерланд, Германии, Швейцарии, Италии (обитает только в северо-восточных районах), Австрии, Словении, Хорватии, Черногории, Венгрии, Словакии, Польши, Румынии, Дании и Швеции. Вид довольно обычен в Карпатах. Отсутствует на севере Скандинавии. В Норвегии доходит до 67° с. ш.
На территории бывшего СССР вид распространён в странах Прибалтики, в Белоруссии и Молдавии. В Украине отсутствует только в степной зоне и Крыму. В европейской части России доходит на север до южной Карелии, на юг — до степей, на восток — до бассейна реки Вятки.
Точных анатомических и генетических исследований вида в некоторых странах не проводилось. В подтверждении нуждаются указания для южных Балкан (согласно которым вид доходит до Греции), и восточных стран (например, указания для Украины и России).

## Биология
Лесной мезофильный вид. Обитает в широколиственных (дубово-лещиновые, липовые, дубово-липовые, дубово-ясеневые, грабово-дубовые, буковые, кленово-ясенево-вязовые и т. д.), смешанных (сложные ельники с липой или дубом, сосняки с подростом широколиственных деревьев), хвойных (еловые, сосновые, пихтовые), черноольховых, вторичных берёзовых и осиновых лесах с запасом мёртвой древесины. В антропогенной среде встречается в парках, возникших на месте лесов, на дорогах и в приусадебных участках вблизи лесных массивов. Известны случаи проникновения чёрных слизней в помещения.
Обитает как на равнине, так и в горах. В Италии и Швейцарии поднимается до высоты 2000 м над уровнем моря, в Румынии — до 2500 м. В горах Центральной Европы может жить выше верхней границы леса среди камней и в щелях скал.
Активен во влажную погоду, ночью или в сумерки. Ползает по земле, стволам деревьев, валежинам и по поверхностям скал. Молодые слизни могут забираться на стволы деревьев на высоту до 1,5 м от земли. Днём в сухую погоду прячется под валежинами, в подстилке, под корой, в дуплах и под камнями. В отличие от других более мелких видов чёрные слизни не образуют скоплений и встречаются единично, что является особенностью территориального поведения.
Слизни способны мигрировать на довольно большие расстояния. Так, известны находки особей этого вида на приусадебных участках, которые находились в 30 или даже в 200 м от леса. Такие места слизни могут использовать в качестве дневных укрытий и, возможно, даже в качестве мест для зимовки, однако возможность успешного размножения в данных условиях считается сомнительной.

### Питание

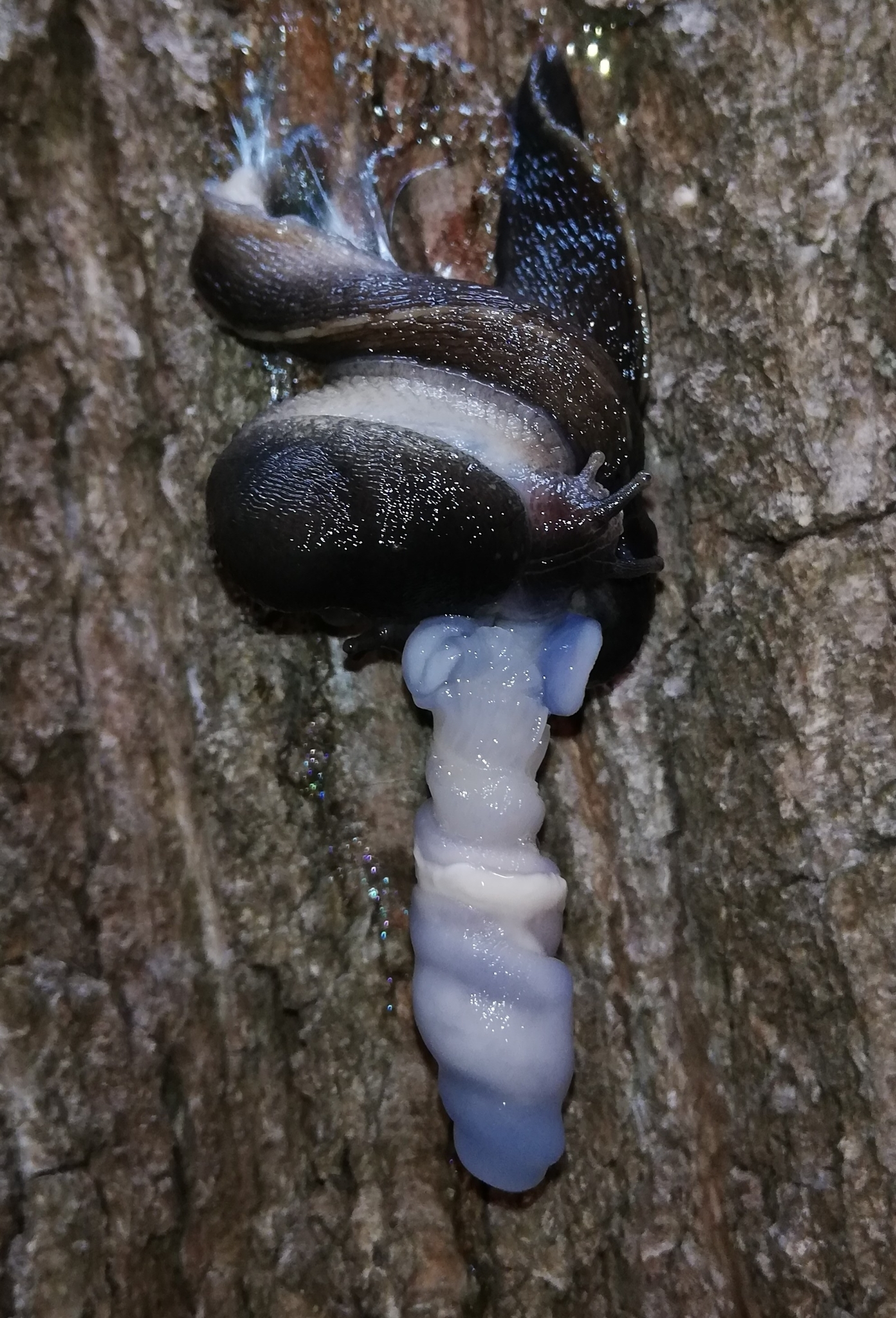
Копуляция чёрных слизней

Питается грибами (в том числе размоченными под дождями трутовиками), лишайниками, гниющей древесиной, опавшими листьями, травой, водорослями и падалью. Культурным растениям вреда не наносит. В неволе может поедать некоторые овощи, фрукты и ягоды, а также телячью и рыбью печень.

### Размножение
Копуляция у чёрного слизня, как и у других представители рода Limax, происходит на вертикальной поверхности (на стволах и ветвях деревьев, скалах, стенах). Перед копуляцией слизни ощупывают и облизывают друг друга. Затем они сплетаются телами, повисают вниз головами и приклеиваются с помощью слизи к субстрату задними концами, образуя небольшой так называемый «парус» из слизи. Некоторые другие представители рода в отличие от чёрного слизня во время копуляции повисают на длинном слизистом шнуре (например, Limax maximus). Во время этой же фазы начинают выворачиваться пенисы, которые переплетаются друг с другом. Затем на кончиках пенисов происходит обмен каплями спермы, пенисы втягиваются и слизни вскоре расползаются.
Слизни откладывают яйца внутрь валежин или на поверхность почвы среди опавшей листвы и кусочков коры рядом с деревьями. Яйца мягкие, просвечивающие, янтарные, размером 5 × 5,5 мм. Молодь вылупляется примерно через месяц после откладки яиц. Только что вылупившиеся слизни длиной 8—9 мм сначала бесцветные и просвечивающиеся, далее становятся непрозрачными, а затем коричневатыми. Они живут в глубине подстилки, питаясь гниющими листьями, и при длине 50 мм становятся тёмно-серыми или черноватыми. Продолжительность жизни чёрного слизня в Польше составляет немного более 3-х лет, в России — 4 года.

### Паразиты
На чёрном слизне может паразитировать круглый червь Agfa flexilis и ленточный червь Davainea proglottina.

## Охрана
Чёрный слизень имеет очень широкое распространение и зачастую довольно обычен, в связи с чем Международный союз охраны природы присвоил ему категорию «вызывающий наименьшие опасения». В то же время в некоторых частях ареала ему угрожает уничтожение местообитаний при вырубке лесов, санитарные рубки, изоляция популяций вида, разрушение лесной подстилки из-за рекреационной деятельности, удаление опавших листьев и мёртвой древесины, а также нехватка старых деревьев с отстающей корой и крупного валежника во вторичных лесах. Кроме того, чёрные слизни иногда целенаправленно убиваются людьми, видимо, из-за неприязни к ним или из-за их сходства с вредоносными видами.
Вид включён в Красные книги Ирландии (2009) и Испании (2006) под категорией «Vulnerable» (уязвимый). В России внесён в Красные книги Москвы (2022), Московской (2018), Калужской (2017), Нижегородской (2014), Самарской (2019), Ульяновской (2015), Вологодской (2010), Новгородской (2015), Тверской (2016), Рязанской (2021), Кировской (2014) областей, Республики Марий Эл (2015) и Чувашской Республики (2023). Исследование распространения чёрного слизня в Калужской области, однако, показало, что в целом на её территории вид не является уязвимым и в Красную книгу Калужской области предлагается внесение лишь отдельных популяций, находящихся вблизи населённых пунктов.

## Таксономия
Впервые Limax cinereoniger был описан немецким естествоиспытателем Иоганном Вольфом в 1803 году из Германии. Типовое местонахождение — Оберкрумбах возле Херсбрукка (Германия). Типовой материал неизвестен и, видимо, его не существует.
В 1821 году Ферусак описал вид Limax alpinus из Альп по рисункам, которые прислал ему С. Штудер. Типовой материал вида считается утерянным или уничтоженным, если он вообще существовал. Единственные сведения о типовом местонахождении вида — «в наших Альпах» интерпретируются по-разному. В 2009 году Б. Нитц и соавторы указывали, что единственным видом, обитающим в Альпах и схожим с описанием и рисунками L. alpinus, является L. cinereoniger. В качестве неотипа L. alpinus авторы обозначили экземпляр L. cinereoniger из Альп в Австрии (вблизи Эбензе), внешний вид которого соответствуют описанию и рисункам из работы Ферусака. Таким образом, L. alpinus становится младшим синонимом L. cinereoniger. К. Брандштеттер, однако, показал, что типовым местонахождением L. alpinus являются окрестности Берна в Швейцарии (то есть оно находится в более 700 км от места сбора неотипа). Автор указывал, что одна из форм вида L. sarnensis, который был описан в работе Нитц и соавторов, внешне соответствует рисункам Штудера, называл L. sarnensis младшим синонимом L. alpinus и считал выделение неотипа недействительным. Выделение неотипа соответствует статье 75.3.6 Международного кодекса зоологической номенклатуры — по субъективным взглядам авторов место сбора неотипа находилось вблизи первоначального типового местонахождения.
В 1960 году из Румынии был описан вид Limax zilchi. Указывалось, что внешне он напоминает L. maximus, но имеет и некоторые свои особенности. Половая система данного вида практически неотличима от таковой у L. cinereoniger. Позже было проведено электрофоретическое исследование белков L. zilchi и L. cinereoniger, в результате которого были якобы обнаружены различия в электрофореграммах белков гемолимфы, кишки и педальной мускулатуры. И. М. Лихарев и А. Х. Виктор отмечали, что использование малого количества экземпляров в данном исследовании было недостаточным для получения достоверных результатов и ставили под сомнение видовую самостоятельность L. zilchi. В дальнейшем Виктор указывал L. zilchi в качестве синонима L. cinereoniger.

## Комментарии
1. ↑  Бо́льшая часть Крымского полуострова  является объектом территориальных разногласий между Россией, контролирующей спорную территорию, и Украиной, в пределах признанных большинством государств — членов ООН границ которой спорная территория находится. Согласно федеративному устройству России, на спорной территории Крыма располагаются субъекты Российской Федерации — Республика Крым и город федерального значения Севастополь. Согласно административному делению Украины, на спорной территории Крыма располагаются регионы Украины — Автономная Республика Крым и город со специальным статусом Севастополь.